# Kate Figes
Catherine-Jane Figes (6 listopada 1957 w Londynie, zm. 7 grudnia 2019) – brytyjska pisarka i dziennikarka.

## Życiorys
Urodziła się w Londynie, w rodzinie pisarzy. Jej matka Eva Figes była znaną niemiecką feministką. Wychowała Kate samotnie. Kate Studiowała arabistykę i filologię rosyjską. Zawód matki sprawił, że pierwotnie nie chciała być pisarką. Pracowała jako przedstawiciel handlowy księgarni, a później w feministycznym wydawnictwie Pandora Press. Zaczęła pisać dopiero w wieku 30 lat. Jej agentką została Felicity Rubinstein. Twórczość Kate była feministyczna, skupiała się na życiu intymnym.
Miała dwie córki, Eleanor and Grace Wyld. Zmarła w 2019 roku na raka piersi, w wieku 62 lat.

## Publikacje
- “Because of Her Sex: The Myth of Equality for Women in Britain”, 1994
- Couples
- Our Cheating Hearts: Love & Loyalty, Lust & Lies
- „Te straszne nastolatki” („The Terrible Teens”), Wydawnictwo Literackie, 2003
- „Kobieto, pokonaj w sobie jędzę / Dziewczyno, pokonaj w sobie jędzę” („The Big Fat Bitch Book for Girls”), 2007
- „Couples: the Truth” (2010)[1][4]